# لوئیس کوپر
لوئیس کوپر (انگلیسی: Lewis Cooper; Q4 1864 – ۱۲ فوریه ۱۹۳۷) بازیکن فوتبال اهل بریتانیا بود.
از باشگاه‌هایی که در آن بازی کرده‌است می‌توان به باشگاه فوتبال دربی کانتی و باشگاه فوتبال گریمزبی تاون اشاره کرد.